# Mesembrius
Mesembrius är ett släkte av tvåvingar. Mesembrius ingår i familjen blomflugor.

## Bildgalleri

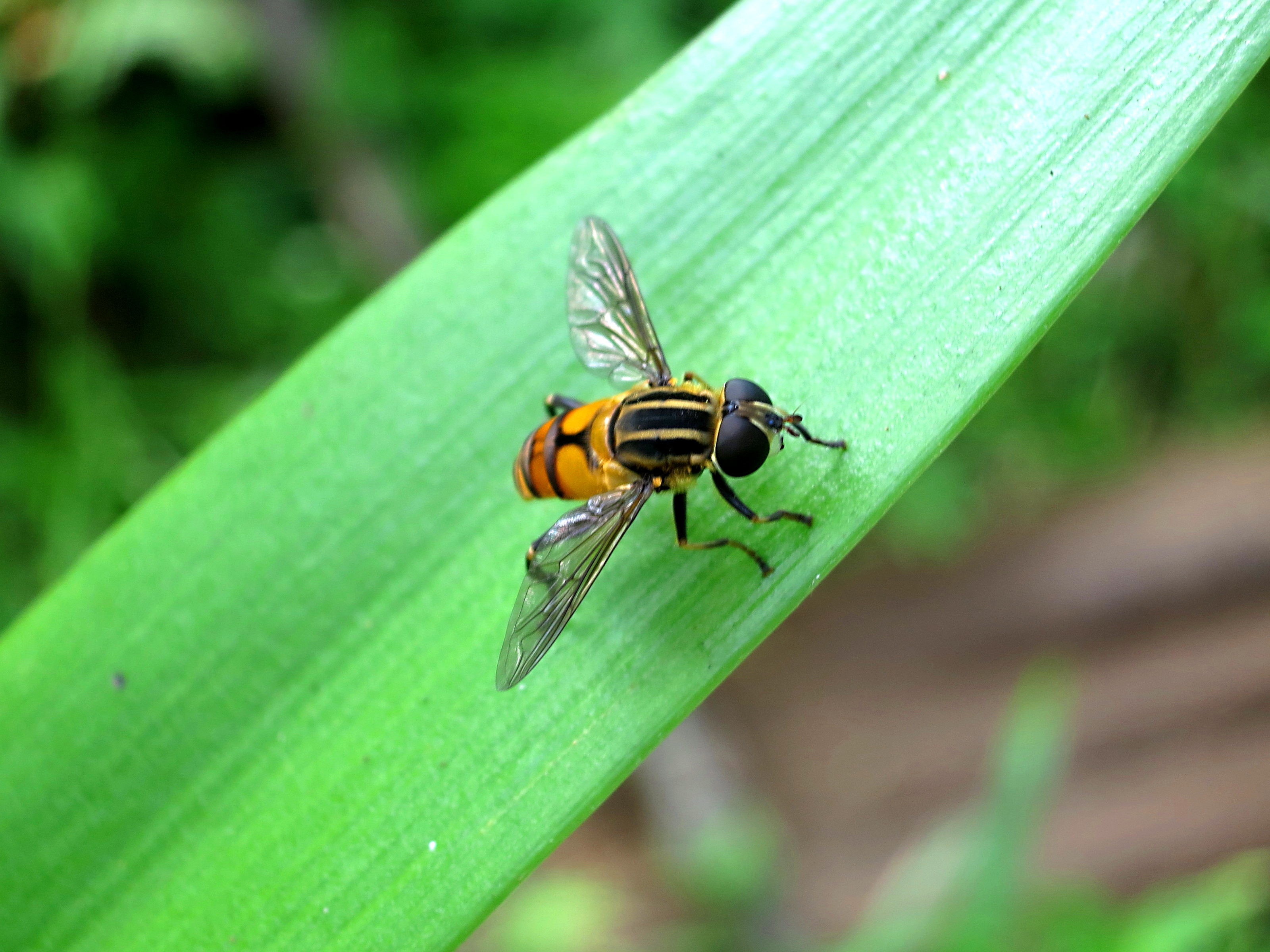

## Dottertaxa tillMesembrius, i alfabetisk ordning[1]
- Mesembrius acanthofemurilis
- Mesembrius aduncatus
- Mesembrius africanus
- Mesembrius amplintersitus
- Mesembrius atrolaneus
- Mesembrius bengalensis
- Mesembrius bergi
- Mesembrius brunetti
- Mesembrius caffer
- Mesembrius capensis
- Mesembrius caudatus
- Mesembrius chapini
- Mesembrius consors
- Mesembrius contractus
- Mesembrius ctenifer
- Mesembrius cyanipennis
- Mesembrius discophorus
- Mesembrius excavatus
- Mesembrius formosanus
- Mesembrius fulvicauda
- Mesembrius fulvus
- Mesembrius gracilifolius
- Mesembrius gracinterstatus
- Mesembrius hainanensis
- Mesembrius hilaris
- Mesembrius ingratus
- Mesembrius lagopus
- Mesembrius longipenitus
- Mesembrius maculifer
- Mesembrius madagascariensis
- Mesembrius merodontoides
- Mesembrius mesoleuca
- Mesembrius minor
- Mesembrius morio
- Mesembrius nigrabdominus
- Mesembrius nigriceps
- Mesembrius niveiceps
- Mesembrius peregrinus
- Mesembrius perforatus
- Mesembrius pilipes
- Mesembrius platytarsis
- Mesembrius pseudiflaviceps
- Mesembrius quadrivittatus
- Mesembrius regulus
- Mesembrius rex
- Mesembrius ruficauda
- Mesembrius senegalensis
- Mesembrius sharpi
- Mesembrius simplicipes
- Mesembrius strenuus
- Mesembrius strigilatus
- Mesembrius tarsatus
- Mesembrius tortuosus
- Mesembrius tuberculatus
- Mesembrius tuberosus
- Mesembrius vestitus
- Mesembrius wulpi